# 浪打峠

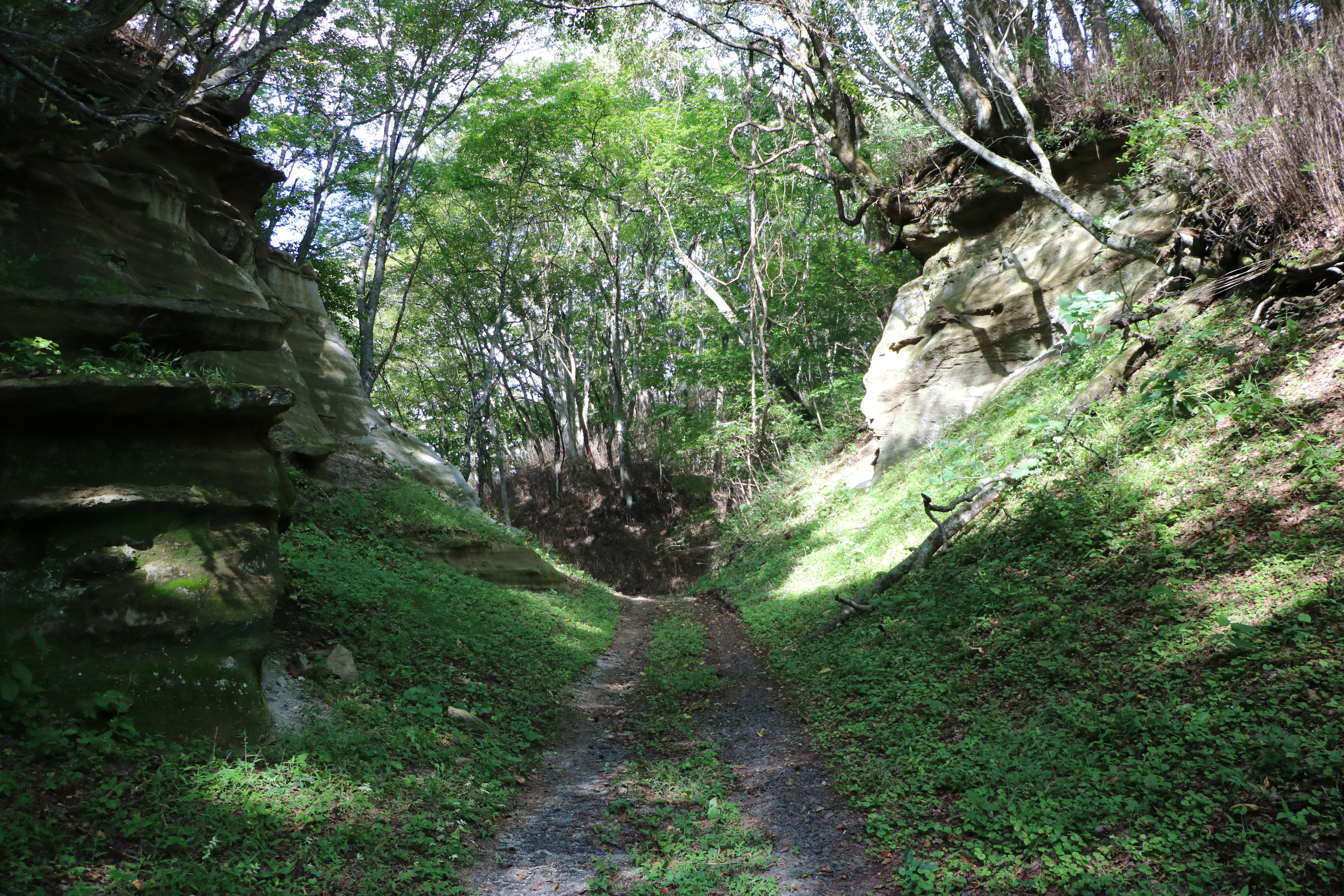
浪打峠。2022年9月8日撮影。

浪打峠（なみうちとうげ）は、岩手県二戸郡一戸町から同県二戸市にかけての峠。標高は302m。峠には明治天皇が東北巡幸の際にここで休憩した記念碑、北白川宮能久親王御休息地碑、浪打峠交叉層記念碑などがある。一戸町側には一里塚がある。峠には巨大な三葉松があったが1890年（明治23年）の暴風雨で倒れてしまう。二戸市の福岡高校・福岡中学校、および一戸町の一戸高校（2024年（令和6年）3月閉校）の3校の校章は末の松山の三葉の松をもとに構成されている。

## 概要
旧奥州街道が通り、一戸町側の峠手前には浪打峠一里塚がある。峠周辺を含め二戸郡一戸町・岩手郡岩手町の一部の旧奥州街道は国の史跡に2010年（平成22年）2月22日に指定されている。
また、峠両側の崖は浪打峠の交叉層と呼ばれ、粗粒砂岩層に「偽層」（クロスラミナ）が堆積して縞模様となっている。交叉の様子もはっきりし、外見が美しく、その規模も大きいことから、天然記念物に1941年（昭和16年）8月1日に指定された。
菅江真澄は随筆「ふでのまにまに」で「その国の薬師の小野寺玄竜という人が、濤嶺賦という本を書き、浪うち坂の由縁をもっぱら記述したと、読んだ人が語った」と書いている。
浪打峠は「末の松山」に比定されてきた、袖中抄一八に次のようにある。
「顕昭曰、末の松山はみちのくにあり。（中略）末の松山波こすといふ言はむかし男、女にあひて末の松山波をさして、彼の山に波のこえん時ぞこと（異）心はあるべき、と契りけるより男も女もことふるまひするをば、末の松山波こすとよむ也。」

## 歴史

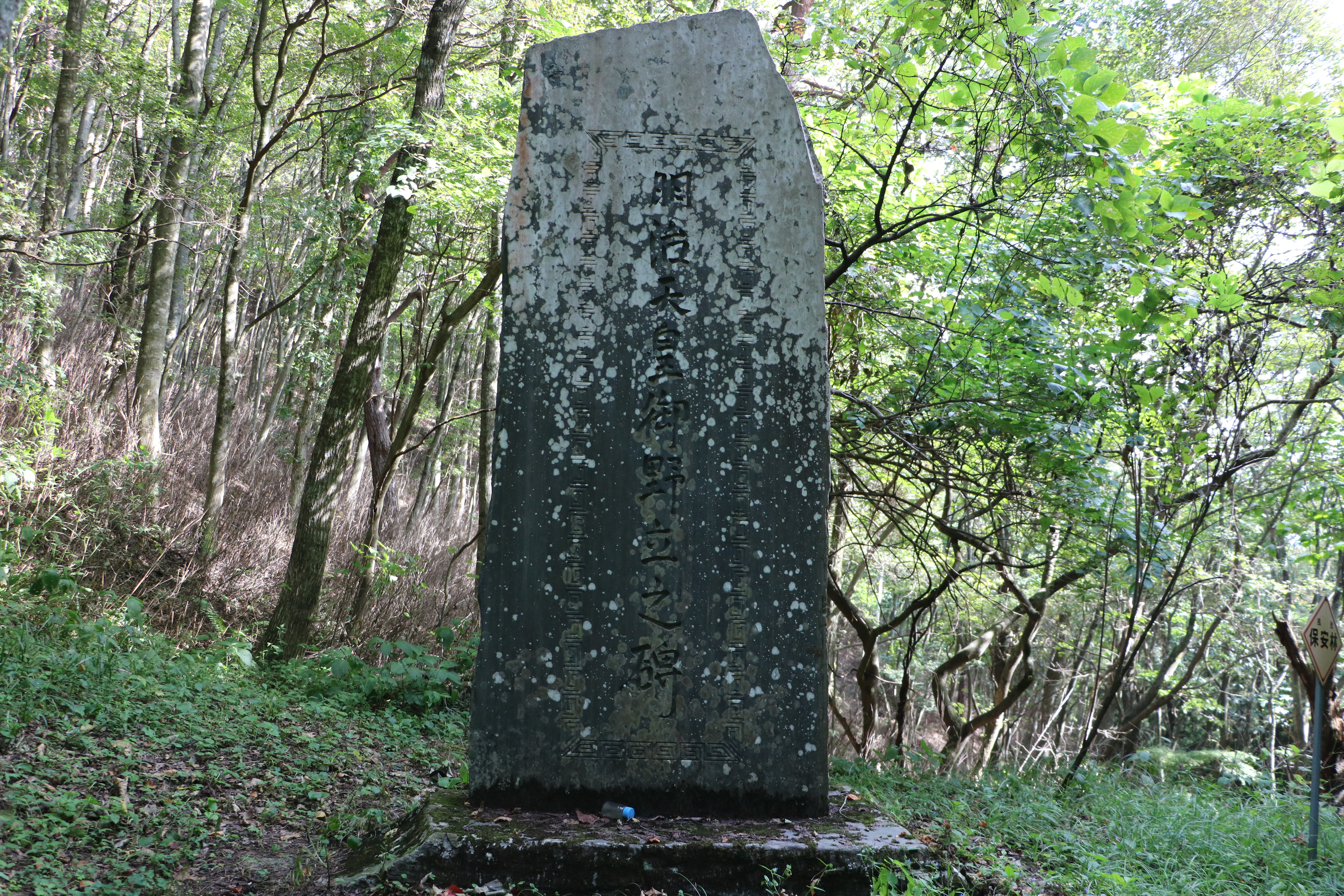
明治天皇御野立之碑。2022年9月8日撮影。

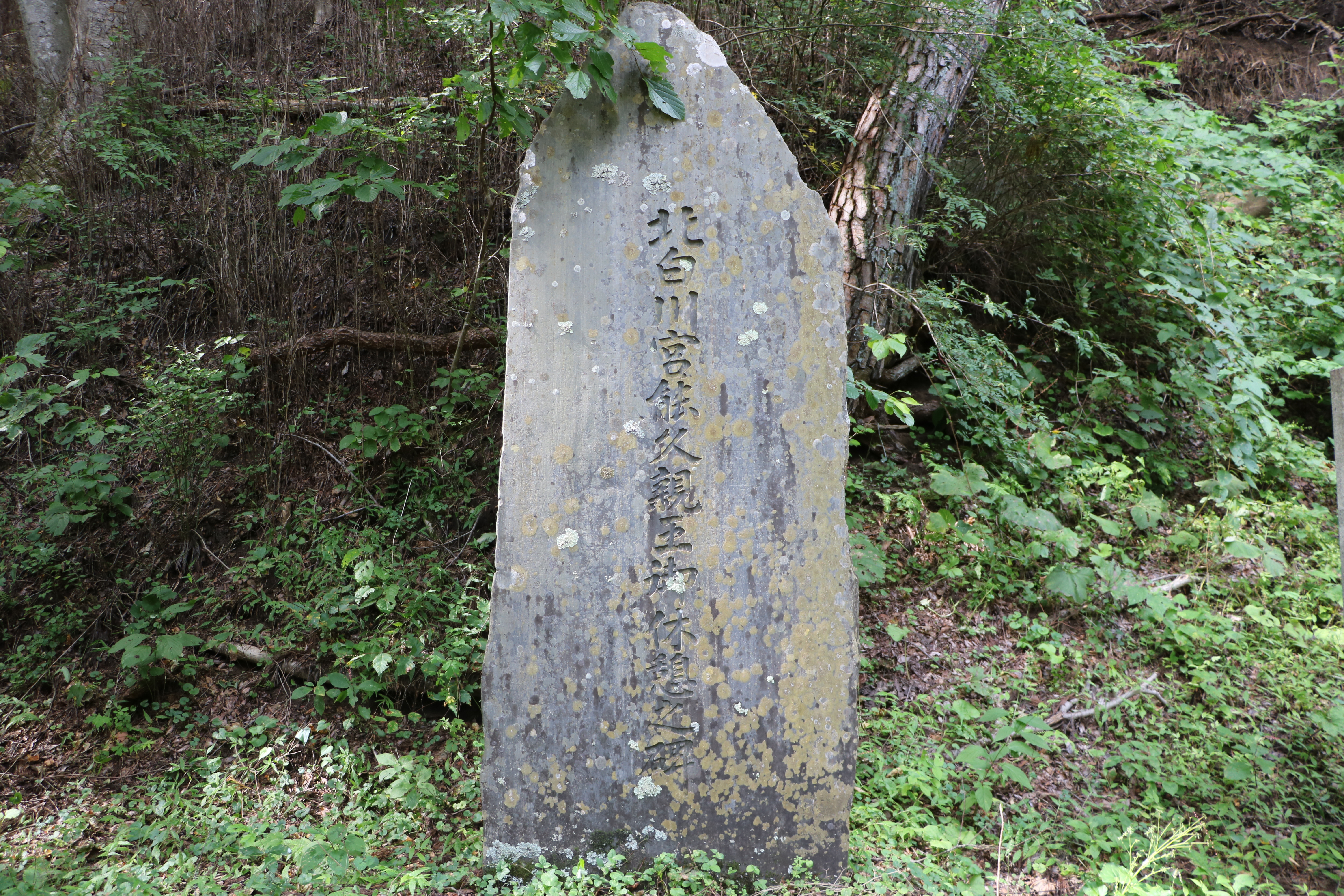
北白川宮能久親王御休憩之碑。2022年9月8日撮影。

波打峠は18世紀後半以降、歌枕の「末の松山」(宮城県多賀城市の末松山宝国寺説も有力)に比定されてきた。「浪打峠の交叉層」は「末の松山層」[要出典]とも言われることがある。浪打峠の下を貫通しているトンネルの名称は「末の松山トンネル」[要出典]である。
- 1660年(万治3年)　「八戸紀行」(渡部盆庵)  浪打(坂・峠)についての記載がある。
- 1691年(元禄4年)　「奥羽道記」(丸山可澄)　浪打坂についての記載がある。
- 1698年(元禄11年)　「奥羽永慶軍記」(戸部正直) 九戸政実の乱に関する記事の中で波打峠の記載あり。「絶頂左右の岩には貝殻多し。故に波打山とは云ふなり」とある。
- 1777年(安永6年)　「奥の荒海」(小磯逸子)　途中歌を詠みながらの旅であるが、浪打峠についての記載はない。
- 1764年-1800年(明和～寛政年間) 「邦内郷村志」（大巻秀詮）に「末ノ松山」の記事あり。「末の松山は奥街道にある。この山嶺を歴（こゆ）る往来で、南北に浪打峠と接している。」「他邦に同名所がありといえども、杜撰で取るに足らず、信用することなかれ」としている。證（あ）かしの歌として、清原元輔の「ちきりきな　かたみに袖を　しほりつつ　末のまつ山　なみこさしとは」の一首のみを示し、詳細は『南部旧秘録』に別載してあるので、ここでは略すとした。
- 1785年(天明5年)　「けふのせばのの」(菅江真澄) 浄法寺から一戸経由で南下する途中、寄り道している。「築館(月館)、十日市、中澤(中里)、一戸の里の外れからしばらく進み『をのがつま波こしつつや恨むらん末の松山雄鹿鳴也』と、家隆が詠った歌を暗唱しながら麓についた。今は、浪打坂、浪打峠という。 上れば、土の中から波間から拾うように小貝を掘って筒に入れる旅人がいる。」 そして、歌枕の壷の碑、玉川、十符の里に多数の所在地が想定されていることをあげ「この末の松山が仙台の方にもあるのは夫木集の『波にうつる色にや秋の越えらんみやぎが原のすゑのまつ山』(藤原俊成女)という歌のせいだろう。しかし、本中末の松がそこにはない。この波打峠は近い所に中山という宿場がある。これが中の松で、本の松は盛岡にあるという人もいる。どれが本当の話だろう。」と記している。
- 1788年(天明8年)　「いわての山」(菅江真澄)陸奥胆沢の郡を発って松前への道を取った。「一戸を発つ。土用は昨日だった。あくる日は朝早く涼しいうちに波打ち峠に向かった。盛岡に松ケ坂がありそこが本の松、昨日通った中山には中の松があり、ここは末の松山[4]だと人は言う。宮城郡にあるのとは、どちらが正しいだろうか。俊成女の和歌もある。峠になれば、山より出る筆貝、松の皮貝、浜かづらなどが砕けた破片を人々が拾って筒に入れている。まさに『波打ち際』だ。そういうわけで山坂の名が出て来たのだろうか。もはや、末の松山とはもっぱら言わないのだろうかと語っていると松村という所に降りて来て、さらに福岡に達した。」
- 1790年(寛政2年)　9月22日「北行日記」(高山彦九郎)九戸から一戸経由で北上し、「末の松山一見せんとて町を北へ出で、（略）左右の山松有り、艮に向ふて上り乾に下る、是れを波打坂と号す、即ち末の松山名所也、頂上に左右薄白き岩有り、左の岩二十間斗也高さ壱丈四五尺柔らかなる岩にて貝がら多ふく付て有り予爪を立てて取りぬ　」。
- 1793年(寛政5年)　「北行日録」(木村謙次) 浪打坂の記事あり。
- 1799年(寛政11年)　「未曾有記」(遠山景晋) 末の松山の記事あり。
- 1799年(寛政11年)　「蝦夷蓋開日記」(谷元旦)、「東遊奇勝」(渋江長伯) 波打峠と末の松山の記事あり。
- 1801年(享和元年)　「蝦夷の島踏」福居芳麿)「さと人はこれをすゑの末山の跡などいへり。あるはかせ(博士)の道の記にもかくぞしる(せ)し」とあり、浪打峠を末の松山とする説が掲載された道の記が出版されていたことがうかがえる。福居芳麿は、末の松山は宮城郡塩竈のほとりの方が正しいとする考えを記している。
- 1806年(文化3年)　「未曾有後記」(遠山景晋)蝦夷からの帰りの記事に「浪打坂に杭を建て、『末松山』の三字出す。去冬領主の封内を巡行せられしと云時、此所末松山に決定して此杭を建られしと云」とある。南部藩主自ら、浪打峠・末の松山説を宣伝していた。
- 1807年(文化4年)　「恵登呂婦紀行」(藤原清澄) 浪打坂・末の末山の記事あり。
- 1808年(文化5年)　「クナシリ警固日記」(高屋養庵) 浪打峠、末松山の記事あり。「此峠を越る道左に末松山といふ印棒杭阿り」とあり、これは、遠山景晋の未曾有後記に記録されている南部藩主が立てさせた杭の事であると考えられる。
- 1841年(弘化5年)　「奥のしをり」(船遊亭扇橋) 末の松山を越えたとある。「ここにはその昔、波が越えたという跡があった。ここの松は残らず葉が三枚で、いかにも波が越えた跡に見える。ここから八戸の入口の観音林という所まではずっと登り道で、ほんとうに難渋する。『末の松山』から観音林までの間には清水ひとつなく、この辺りではわらびの根を掘って『根花』という物を作るそうだ」としている。しかし、浪打峠を過ぎて少し下った所に、明治天皇が野点に使ったという「山下清水」が今もあり、その先の二戸市村松地区には「桜清水地蔵」がある。つまり一行は、一戸から2里弱の福岡宿には寄らず、ずっと東側の山道をたどって猿越峠を目指したので、登り道が続き、途中にのどの渇きをいやす清水もなかったのではないかと考えられる[5]。「波越へし昔に今はひきかへて清水だになき末の松山」
- 1856年(安政3年) 「函館日記」(三田花朝尼)  行きと帰りの両方で末の松山の記事あり。
- 1857年(安政4年) 「奥州行日記」(島義勇)  「福岡の手前に眞の末の末山、浪打峠あり」

## 峠路の茶屋
慶応元年(1865年)、浪打峠の南数町（数百メートル）の地に、旅人相手の茶屋が小笠原源吉によって新築された。当時は相当の収入があったものだ。この茶屋は朝出張して夕方店を閉じて帰ることにしていた。明治2年(1869年)、会津戦争の落武者がこの茶屋に立ち寄って酒肴をもとめた。この日は、次々に人跡絶えなかったため、この夜は珍しく主人は妻と一緒に茶屋に宿泊した。亥の刻（午後9時から11時頃）、強盗が入った気配に主人が驚いて起き上がると、覆面の浪人はだしぬけに背後から斬りつけた。妻は夢中で太刀を空手で遮ったので、4本の指を切り落とされた。更に、主人は左肩から斜めに5・6寸ばかり斬りつけられた。致命傷ではなかったが2人は大声で叫びながら一戸の家に駆け下りた。近所の人は一団となって、茶屋に急いだ。ついた時分には賊の姿は消え失せていた。それから茶屋は閉店した。夫婦は明治40年頃まで生きていたが、主人は決して人前では裸体にならなかった。またその当時の話もしなかった。記憶をたどることがよほど恐ろしかったと見える。（元会津藩士太田原常之進談）

## 明治天皇の東北巡幸
明治天皇は1876年（明治9年）に東北地方を巡幸し、その際浪打峠に野立所が作られ、そこで休憩した。随行者の一人が一首を手桶に添えて「足曳の 山下水を汲み上げて わが大君に御ん茶たてまつる」と詠んだ。水源は浪打峠の二戸市側にあり、その場所には記念碑が建てられている。書は土方久元によるものであり、大正4年に建設された。北白川宮成久王の休憩の木碑も、父の北白川宮能久親王の碑と向かい合って建設された。宮能久親王の手植えの松があったが、枯死したものか見当たらない。

## 参考資料
- 「角川日本地名大辞典」編纂委員会『角川日本地名大辞典 3 岩手県』角川書店、1985年3月8日。ISBN 4040010302。